# Psí kuchyně (Třeboň)
Psí kuchyně existovala v Třeboni pro potřeby vykrmování psů během působení rodu Rožmberků. Umístěna byla do budovy na jižní straně ulice Valy na jižním okraji historického centru města, poblíž vyústění kasemat. V objektu bydlel psovod, který se o psy staral. Rožmberkové podporovali chov psů vzhledem ke své zálibě v lovu; nedaleko od budovy psí kuchyně i psince se nacházela rovněž i konírna.
Budova se nachází v blízkosti bývalého Psince (dnes dům na adrese Valy čp. 155. Postavena byla v pozdně gotickém stylu v souvislosti s rozšiřováním městského opevnění na jižní straně Třeboně, nejspíš v 3. dekádě 16. století. 